# Jane Wykeham-Musgrave
Jane Wykeham-Musgrave es una jinete británica que compitió en la modalidad de concurso completo. Ganó una medalla de bronce en el Campeonato Europeo de Concurso Completo de 1962, en la prueba individual.

## Palmarés internacional
| Campeonato Europeo | Campeonato Europeo     | Campeonato Europeo | Campeonato Europeo |
| Año                | Lugar                  | Medalla            | Categoría          |
| ------------------ | ---------------------- | ------------------ | ------------------ |
| 1962               | Burghley (Reino Unido) | Medalla de bronce  | Individual         |